# Ovčinec
Ovčinec är ett berg i Kosovo. Det ligger i den södra delen av landet, 90 km söder om huvudstaden Priština. Toppen på Ovčinec är 2 177 meter över havet, eller 510 meter över den omgivande terrängen. Bredden vid basen är 5,0 km.
Terrängen runt Ovčinec är huvudsakligen kuperad, men norrut är den bergig. Runt Ovčinec är det ganska tätbefolkat, med 207 invånare per kvadratkilometer. Närmaste större samhälle är Dragash, 8,0 km norr om Ovčinec. Omgivningarna runt Ovčinec är en mosaik av jordbruksmark och naturlig växtlighet.